# Eric Kaufmann
Eric Peter Kaufmann, né le 11 mai 1970 à Hong Kong (alors colonie britannique), est un universitaire canadien, professeur de science politique à l'université de Buckingham. Il est spécialiste de l'orangisme en Irlande du Nord, du nationalisme, de la démographie politique et religieuse. Il est auteur, co-auteur éditeur d'ouvrages sur ces sujets.
Dans son ouvrage de 2019 Whiteshift, il développe des théories sur la nécessité d'une normalisation de l'identité ethnique des Blancs dans les pays occidentaux. Il voulait une tentative d’explication d’un mouvement de panique identitaire ayant conduit selon lui à l’élection de Donald Trump ou au Brexit. L’ouvrage est salué, notamment par le magazine The Economist. Cependant, sa thèse, qui met en évidence la montée d’un sentiment « anti-blancs » encouragé par les élites politiques et médiatiques de gauche, a suscité une campagne de dénigrement dans la presse et les universités, pointant du doigt une rhétorique identitaire. Eric Kaufmann note que de plus en plus, la pression des activistes les plus radicaux parmi les étudiants sur l’institution académique «encourage les enseignants à censurer une partie de leurs analyses» et que "les sciences sociales sont de plus en plus fermées à la controverse».

## Biographie

### Origines et éducation
Eric Kaufmann est né à Hong Kong et a grandi à Vancouver, en Colombie-Britannique, au Canada. Il revendique un quart de sang chinois et un quart de sang latino-américain, . Son père est d'origine juive ashkénaze tchèque, son grand-père étant un juif laïc et sécularisé originaire de Prostejov dans l'actuelle République tchèque. Sa mère est une catholique non pratiquante ; lui-même n'a fréquenté l'école catholique que pendant un an. Il a obtenu sa licence à l'Université Western Ontario en 1991 et sa maîtrise à la London School of Economics en 1994, où il a également soutenu sa thèse de doctorat en 1998.

### Carrière universitaire
De 1999 à 2003, Kaufmann est chargé de cours en politique comparée à l’université de Southampton. Il rejoint ensuite le Birkbeck College de l’université de Londres, où il est nommé professeur de science politique en 2011. Il a été membre du Belfer Center (en) de la Kennedy School of Government de l'université Harvard de 2008 à 2009.
En octobre 2023, il annonce qu'il va ouvrir en janvier 2024 un Centre de recherche pour les sciences sociales hétérodoxes, afin de lutter, selon lui, contre la cancel culture et le wokisme l'à l’université. Il annonce également qu'il va quitter Birkbeck, pour l'université de Buckingham, afin de s'éloigner du climat d'hostilité de certains étudiants.

## Ouvrages et thèses défendues

### The Rise and Fall of Anglo-America
Dans The Rise and Fall of Anglo-America, en 2004, il propose ici son point de vue sur la manière dont l'élite WASP, souche fondatrice et autrefois groupe  dominant des États-Unis, a perdu son statut de domination. Il rejette l'opinion conventionnelle selon laquelle cela est dû principalement à des taux de fécondité relativement faibles, à une migration internationale à grande échelle et à la montée en puissance culturelle des nouveaux arrivants racialement divers. L'élite blanche protestante n'a pas non plus maintenu son statut dominant en incorporant d'autres groupes plus divers d'origine européenne en son sein, affirme Kaufmann. La chute de l'élite WASP est plutôt une conséquence des caractéristiques qui en sont progressivement venues à définir ce groupe, à savoir l'individualisme expressif et l'égalitarisme, qui sont antithétiques au maintien de la domination.
Historiquement, les premiers colons anglo-protestants du XVIIe siècle ont été les plus prospères, créant de nombreux documents écrits et institutions politiques qui perdurent encore aujourd'hui. Pour cette raison, ils sont devenus le groupe dominant, culturellement, économiquement et politiquement, et ont maintenu leur domination jusqu'au milieu du XXe siècle. Leur attachement aux idéaux des Lumières signifiait qu'ils cherchaient à assimiler les nouveaux arrivants venus de l'extérieur des îles britanniques, mais peu d'entre eux étaient intéressés à adopter une identité paneuropéenne pour la nation, et encore moins à la transformer en un creuset mondial. Mais au début des années 1900, les progressistes de gauche et les modernistes ont commencé à promouvoir des idéaux plus inclusifs sur ce que devrait être l'identité nationale des États-Unis. Tandis que les segments les plus traditionalistes de la société continuaient à maintenir leurs traditions ethnoculturelles anglo-protestantes, l'universalisme et le cosmopolitisme commençaient à gagner les faveurs d'une partie des élites. Ces idéaux se sont progressivement institutionnalisés après la Seconde Guerre mondiale et les minorités non-protestantes et non-blanches ont commencé à atteindre une parité institutionnelle approximative avec l'élite blanche protestante autrefois dominante. Il propose pour remédier à ce déclin « un multiculturalisme réformé » qui « permet de conserver à la fois l'ethnicité et l'individualité, dans un contexte d'égalité » .

### Whiteshift: Populism, Immigration and the Future of White Majorities
Dans Whiteshift: Populism, Immigration and the Future of White Majorities, publié en 2019, Eric Kaufmann aborde la question de l'identité blanche et de son avenir dans les pays occidentaux. Décrit par The Economist comme une « étude majeure du changement ethno-démographique », Whiteshift porte notamment sur les effets futurs du déclin démographique des Blancs en Occident, notamment sur la politique en Europe, en Amérique du Nord et en Océanie, et sur la montée des populismes. À la fin du XXe et au début du XXIe siècle, Kaufmann soutient que, contrairement au Japon, les pays d'Europe occidentale, d'Amérique septentrionale et d'Australasie n’ont pas connu de déclin démographique malgré une faible fécondité. Cela était dû à une combinaison de l'augmentation de l'espérance de vie et de la migration internationale, cette dernière comportant ses propres risques politiques. Selon Kaufmann, l'élection de Donald Trump aux États-Unis et l'essor du populisme de droite en Europe seraient une conséquence des changements démographiques radicaux en cours, lesquels doivent faire passer la population blanche au statut de minorité aux États-Unis (en 2042), au Canada (en 2050) et en Europe (au début du XXIIe siècle), plutôt que la conséquence d'une « anxiété économique ». Le Brexit et l'élection de Donald Trump s'expliqueraient par des angoisses identitaires et non par l'économie. Ces bouleversements démographiques seraient le fait majeur du XXIe siècle et auraient d'importantes conséquences géopolitiques.  
Selon Kaufmann, les élites politiques, intellectuelles et médiatiques actuelles des pays occidentaux ignorent, ridiculisent et méprisent les appréhensions et les revendications des conservateurs blancs. À cet égard, il affirme notamment son opposition à ce qu'il appelle l'« idéologie anti-Blancs de la gauche culturelle ». Ces attitudes vont, selon lui, renforcer le populisme et se traduire notamment par l'arrivée au pouvoir d'un gouvernement populiste au Canada. Il juge également que l'« esprit civique britannique » est trop fade pour lier entre elles les différentes communautés qui vivent au Royaume-Uni.  
Pour éviter une poussée trop forte des mouvements populistes, Kaufmann préconise un changement d'attitude. Selon lui, il faut cesser de stigmatiser les Blancs et reconnaître qu'être attaché à l'identité blanche est légitime et non pas raciste comme l'affirment certains activistes qui alimenteraient le ressentiment d'une partie de la population et la montée des populistes. Il introduit pour ce faire l'idée d'une nécessaire « reprise en main de l'héritage racial » : il faudrait étendre la définition de majorité blanche et y intégrer les personnes métisses en échange d'un droit pour les Blancs à défendre leurs propres intérêts. 

#### Critiques et réactions
À sa sortie, The Times fait de Whiteshift le « livre de la semaine » tout en l'accompagnant d'une critique sceptique de David Aaronovitch, qui qualifie l'ouvrage de « livre controversé sur un sujet controversé ». Le journal Publishers Weekly déclare que le livre est « susceptible de faire sensation » et le Financial Times le classe comme l'un des « meilleurs livres de 2018 » dans le genre politique. Le magazine The New Yorker affirme que Kaufmann et Whiteshift défendent des politiques identitaires blanches. À rebours de cette opinion, Marc-André Sabourin argumente dans L'Actualité que taxer Eric Kaufmann de racisme serait mal comprendre les nuances de cet auteur né à Hong Kong. Dans The Guardian, Kenan Malik (en) déclare que l'identité blanche n'a pas de sens et que la vraie dignité se trouve dans les espoirs partagés. 
L'essayiste Andrew Sullivan et l'économiste Tyler Cowen saluent l'ouvrage.
Le sociologue des religions Timothy Stacey, qui a assisté à la leçon inaugurale de Kaufmann de 2019 à l'université de Leyde, critique l'ouvrage et rejette ce qu'il voit comme son argument principal : puisqu'il existe dans toutes les sociétés des personnes irrémédiablement racistes, « afin d'empêcher ces personnes d'être violemment racistes, il est préférable de permettre une politique dominante légèrement raciste ». 
En avril 2019, des étudiants de l'université de Bristol manifestent lorsque Eric Kaufmann est invité à y faire un exposé, l'accusant sur la base de son ouvrage d'être un « raciste » et « nationaliste blanc », accusations que Kaufmann juge ridicules, arguant qu'il est un métis auteur d'un livre sur les sociétés en passe de métissage,et que l'accusation résulte de ce qu'il prône une identité ethnique pour les groupes majoritaires, ou pour la majorité blanche. Un porte-parole de l'université de Bristol déclare : « L’université de Bristol est pleinement engagée en faveur de la liberté d'expression et des droits de tous nos étudiants et de notre personnel à discuter de sujets difficiles et sensibles. » « Nous sommes conscients des préoccupations soulevées par le séminaire de recherche du professeur Kaufmann, mais nous attendons qu'elles soient discutées et débattues de manière mesurée dans les limites d'un événement académique organisé de manière appropriée. ».

## Publications (sélection)
- (en) The Rise and Fall of Anglo-America : The Decline of Dominant Ethnicity in the United States, Cambridge, Harvard University Press, 2004, 384 p. (ISBN 978-0-674-01303-2, présentation en ligne)
- (en) The Orange Order : A Contemporary Northern Irish History, Oxford, Oxford University Press, 2007, 373 p. (ISBN 978-0-19-920848-7, présentation en ligne)
- (en) Unionism and Orangeism in Northern Ireland Since 1945 : The Decline of the Loyal Family, avec Henry Patterson, Manchester, Manchester University Press, 2007, 269 p. (ISBN 978-0-7190-7496-7, présentation en ligne)
- (en) Shall the Religious Inherit the Earth? : Demography and Politics in the Twenty-first Century, Profile, 2010, 330 p. (ISBN 978-1-84668-144-8, présentation en ligne)
- (en) Whiteshift : Populism, Immigration and the Future of White Majorities, Harry N. Abrams, 2019, 624 p. (ISBN 978-1-4683-1697-1, présentation en ligne).

En tant que directeur d'ouvrage:
- (en) Rethinking Ethnicity : Majority Groups and Dominant Minorities, Routledge, 2004, 254 p. (ISBN 978-0-415-31542-5, présentation en ligne)
- (en) Political Demography : How Population Changes Are Reshaping International Security and National Politics avec Jack Goldstone et Monica Duffy Toft (en), Oxford University Press, 2012, 336 p. (ISBN 978-0-19-994922-9, présentation en ligne)
- (en) Whither the Child : Causes and Consequences of Low Fertility, avec W. Bradford Wilcox (en), Paradigm, 2012, 256 p. (ISBN 978-1-61205-093-5, présentation en ligne)
- (en) Nationalism and Conflict Management,  avec Robert Schertzer et Eric Taylor Woods, Routledge, 2012, 130 p. (ISBN 978-0-415-52045-4, présentation en ligne).